# Перси, Томас, 1-й граф Вустер
Томас Перси (1343 — 23 июля 1403) — английский аристократ и военачальник, 1-й граф Вустер (1397—1403).

## Биография
Младший (второй) сын Генри Перси (ок. 1321—1368), 3-го барона Перси (1352—1368), и Марии Ланкастерской (1321—1362), дочери Генриха Плантагенета, 3-го графа Ланкастера. Старший брат — Генри Перси (1341—1408), 4-й барон Перси и 1-й граф Нортумберленд.
Участник Столетней войны с Францией, где сражался вместе с сэром Джоном Чандосом. В 1369 году он был назначен сенешалем Ла-Рошели, а в 1370 году — Пуату.
В 1376 году — кавалер ордена Подвязки и губернатор замка Роксбург. В 1378 году Томас Перси был назначен камергером нового английского короля Ричарда II и адмиралом флота.
В 1392 году он руководил английской делегацией во Франции для переговоров о мире. В 1397 году Ричард II пожаловал ему титул графа Вустера.
В 1399 году Перси сопровождал Ричарда II во время его экспедиции в Ирландию. После возвращения в Англию он перешел на сторону Генриха Болинброка, графа Дерби, поднявшего мятеж и захватившего корону под именем Генриха IV. Последний подтвердил за Томасом все его титулы и владения, назначил его управляющим Южного Уэльса.
В 1402 году Перси был назначен наставником Генриха Монмута, принца Уэльского (будущего короля Англии Генриха V). В следующем году он примкнул к заговору против короля вместе со старшим братом, его сыном Генри Перси «Горячей Шпорой», архиепископом Йоркским Ричардом ле Скрупом, сэром Эдмундом Мортимером и Оуайном Глиндуром. Заговорщики планировали свергнуть Генриха IV и посадить на трон Эдмунда Мортимера, 5-го графа Марча.
21 июля 1403 года в битве при Шрусбери (Шропшир) королевская армия разгромила мятежников. Граф Вустер был взят в плен в этом сражении и через два дня казнен в Шрусбери. Его похоронили в соборе Святого Петра в Шрусбери.